# Pańska Góra (Beskid Mały)
Pańska Góra (432 m) – najbardziej na północ wysunięte wzniesienie w Beskidzie Andrychowskim (wschodnia część Beskidu Małego). Znajduje się w Paśmie Bliźniaków ciągnącym się od doliny Wieprzówki na zachodzie, po dolinę Skawy na wschodzie. Pańska Góra jest najbardziej na zachód wysuniętym wzniesieniem w tym paśmie. Od następnego na wschód wzniesienia Gronie oddziela ją Przełęcz Pańska (380 m). Znajduje się w Andrychowie w województwie małopolskim, w powiecie wadowickim.
Pańska Góra jest porośnięta lasem mającym status parku miejskiego. Prowadzi przez nią szlak turystyczny, a także szlaki rowerowe i ścieżki dydaktyczne. Z pól otaczających las roztaczają się widoki na Kobylicę, Susfatową Górę, główny grzbiet Beskidu Małego od Gancarza po Łamaną Skałę, na Potrójną, Jawornicę, Pabisiową Górę.
Góra należała do właścicieli Andrychowa, którzy założyli tutaj m.in. park i sad owocowy. To dlatego okoliczni mieszkańcy nazywali szczyt Pańską Górą.
Na Pańskiej Górze znajdują się interesujące geologów osobliwości skalne, tzw. Skałki Andrychowskie. Na zachodnim stoku występują takie same wapienia, jak na Wapiennicy, na północnym stoku znaleziono porwak, zawierający wśród wapiennych skał osadowych z okresu górnej kredy znacznie starsze skały metamorficzne pochodzące z dewonu. Ma on długość 200 m i miąższość do 30 m.
Szlak turystyczny
 Andrychów – Pańska Góra – Gronie – Kobylica – Czuby – Przełęcz Biadasowska – Wapienica – Przykraźń – Panienka – Susfatowa Góra – Przełęcz Kaczyńska – Narożnik – Sosina – Czuba – Gancarz – Czoło – Przełęcz pod Gancarzem – Groń Jana Pawła II.